# Svenska Fotbollförbundet
Svenska Fotbollförbundet (SvFF) – ogólnokrajowy związek sportowy działający na terenie Szwecji, będący jedynym prawnym reprezentantem szwedzkiej piłki nożnej, zarówno mężczyzn, jak i kobiet, we wszystkich kategoriach wiekowych w kraju i za granicą. Został założony w 1904 roku, w tym samym roku przystąpił do FIFA, a w roku 1954 do UEFA.